# Thelosia impedita
Thelosia impedita är en fjärilsart som beskrevs av Dyar 1928. Thelosia impedita ingår i släktet Thelosia och familjen silkesspinnare. Inga underarter finns listade i Catalogue of Life.